# مادر (فیلم ۱۹۹۶)
«مادر» (انگلیسی: Mother (1996 film)) فیلمی در ژانر کمدی-درام به کارگردانی آلبرت بروکس است که در سال ۱۹۹۶ منتشر شد. از بازیگران آن می‌توان به دبی رینولدز، پل کالینز، آلبرت بروکس، و جان کریستوفر مک‌گینلی اشاره کرد.